# 佳能 EOS D60
佳能 EOS D60是佳能于2002年2月22日推出的一款630万像素数码单镜反光相机，支持佳能EF接环镜头，但是不支持佳能后来研发的佳能EF-S接环镜头。